# Betriebs- und Geschäftsausstattung
Betriebs- und Geschäftsausstattung (kurz BGA oder BuGA) ist im Rechnungswesen die Bezeichnung für Gegenstände im Sachanlagevermögen, die nicht unmittelbar in der Produktion eingesetzt sind, sondern im überwiegend administrativen Bereich der langfristigen Produktionsbereitschaft dienen.

## Allgemeines
Bilanztechnisch handelt es sich um eine Auffangposition, die alle beweglichen Vermögensgegenstände des Sachanlagevermögens umfasst, die weder unter „Grundstücke und Gebäude“ noch als „technische Anlagen und Maschinen“ oder als „geleistete Anzahlungen und Anlagen im Bau“ zu aktivieren sind. Diese ist nach § 266 Abs. 2 (A II Nr. 3) HGB in der Bilanzposition „Andere Anlagen, Betriebs- und Geschäftsausstattung“ zu verbuchen, weil eine Zuordnung zu den anderen Positionen des Anlagevermögens nicht möglich ist.

## Arten
Zur Betriebs- und Geschäftsausstattung gehören Vermögensgegenstände, die nicht unmittelbar im Produktionsprozess eingesetzt werden, sondern der Verwaltung oder dem Vertrieb zuzuordnen sind. Insbesondere gilt dies bei
- Betriebsausstattung: Büromaschinen, Fuhrpark, Werkzeuge, Arbeitsgeräte, Werkstattausrüstung, Laboreinrichtungen, Kantinen;
- Geschäftsausstattung: Einrichtungen für Läden und Geschäftsräume, Büromöbel, Büromaterial, EDV-Anlagen, EDV-Hardware, Telekommunikationsanlagen, Schaufensteranlagen.

Dabei wird vorausgesetzt, dass sie als eigenständige bewegliche Sache gelten. Sind sie jedoch von ihrem Nutzungs- und Funktionszusammenhang oder von ihrer Zweckbestimmung als wesentlicher Bestandteil oder Zubehör eines Grundstückes, Gebäudes oder einer technischen Anlage anzusehen, müssen sie jeweils einer dieser Bilanzpositionen zugeordnet werden. Entscheidend ist die selbständige Bewertbarkeit, die sich nach der Festigkeit einer eventuellen Verbindung, dem Zeitraum einer Verbindung und ihrem äußeren Erscheinungsbild bestimmt.

## Bewertung
Für Gegenstände der Betriebs- und Geschäftsausstattung hat das erwerbende Unternehmen bei der Bewertung zum Bilanzstichtag Marktwerte anzusetzen, die typischerweise wegen ihres geringen Wertes häufig spezifischen Abschreibungsregelungen unterliegen. Ihre Nutzungsdauer liegt zwischen 2 und 10 Jahren. In der Handelsbilanz sind nach § 253 Abs. 3 HGB die Anschaffungs- oder Herstellungskosten von abnutzbaren Anlagegütern um Abschreibungen zu vermindern. Nach Auffassung des IDW steht der Bildung eines Sammelpostens auch für den handelsrechtlichen Jahresabschluss grundsätzlich nichts entgegen. Die damit verbundene Durchbrechung des Einzelbewertungsgrundsatzes nach § 252 Abs. 2 HGB sei unter Wirtschaftlichkeitsgesichtspunkten akzeptabel. Zu berücksichtigen sei jedoch, dass die im EStG geregelte Auflösung des Sammelpostens zu einer Überbewertung führen könne. Dies ergebe sich zum einen daraus, dass vorzeitige Abgänge nicht berücksichtigt werden dürfen. Zum anderen dürfe der 5-jährige Abschreibungszeitraum tendenziell zu lang sein; die in dem Sammelposten zu erfassenden Vermögensgegenstände würden oftmals eine Nutzungsdauer von unter 5 Jahren aufweisen. Eine Übernahme des Sammelpostens in die Handelsbilanz komme daher nur dann in Betracht, wenn dieser Posten insgesamt von untergeordneter Bedeutung sei. In solchen Fällen werde dem IDW zufolge auch eine Sofortabschreibung oder eine sofortige aufwandswirksame Verrechnung der in dem Sammelposten erfassten Anschaffungs- oder Herstellungskosten nicht zu beanstanden sein.
In der Steuerbilanz müssen Gegenstände der Betriebs- und Geschäftsausstattung mit einem Kaufpreis von maximal 250 Euro (ohne Umsatzsteuer) bei ihrer Anschaffung sofort als Aufwand gebucht werden, so dass ihre Abschreibung am Jahresende entfällt (§ 6 Abs. 2 Satz 1 EStG). Liegt ihr Wert zwischen 250 und 1000 Euro, so sind sie als Sammelposten jährlich mit 20 % ihres Anschaffungswerts abzuschreiben (§ 6 Abs. 2a EstG). Geringwertige Wirtschaftsgüter (GWG) bis zu einem Anschaffungspreis von jeweils maximal 800 Euro (ohne Umsatzsteuer, ab 2018) können im Jahr ihrer Anschaffung voll abgeschrieben werden.